# Edward Forbes

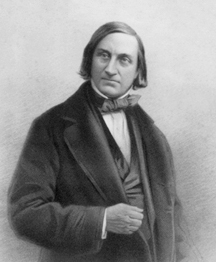
Edward Forbes

Edward Forbes (* 12. Februar 1815 in Douglas, Isle of Man; † 18. November 1854 in Edinburgh) war ein britischer Naturforscher und  Malakologe. Er gilt als Begründer der Zoogeologie oder Biogeographie und als ein Mitbegründer der Tiefseeforschung. Sein jüngerer Bruder ist der Mineraloge David Forbes (1828–1876).

## Leben und Wirken
Schon als Kind hatte er ein reges und vielfältiges Interesse; wenn er nicht mit Lesen oder dem Schreiben von Gedichten, dem Zeichnen von Karikaturen beschäftigt war, sammelte er naturkundliche Objekte, etwa Insekten, Muscheln, Mineralien, und Pflanzen ein. Vom fünften bis elften Lebensjahr kränkelte er und wurde von der Teilnahme an einer Schule ausgeschlossen, im Jahre 1828 bekam er dann ein Stipendiat am Athole House Academy in Douglas (Isle of Man).
Im Juni 1831 verließ er die Isle of Man und ging nach London, wo er zunächst Kunst bzw. Zeichnen studierte. Im Oktober desselben Jahres gab er die Idee, Malerei zu seinem Beruf zu machen, auf. Er kehrte zunächst nach Hause zurück, um dann im folgenden Monat sich als Student der Medizin an der University of Edinburgh zu immatrikulieren.
Sein Urlaub im Jahr 1832 verbrachte er in fleißiger Arbeit über die Naturgeschichte der Isle of Man. Er war ein Naturforscher und ohne Geschmack für die praktischen Aufgaben eines Arztes. 
Im Jahr 1833 machte er eine Exkursion nach Arendal, Südnorwegen, die botanischen Ergebnisse dieser Reise wurden in Loudon’s Magazine of Natural History, 1835–1836 veröffentlicht. Im Sommer 1834 widmete er viel Zeit, für Exkavitationen in der Irischen See und im folgenden Jahr reiste er in Frankreich, Schweiz und Deutschland.
So gab Forbes im Frühjahr 1836 die Idee, einen medizinischen Grad zu erlangen, auf und widmete sich gänzlich den Naturwissenschaften. Im Winter von 1836 bis 1837 befand er sich in Paris, wo er Vorlesungen im Jardin des Plantes (siehe dazu auch Muséum national d’histoire naturelle) über Naturgeschichte, vergleichende Anatomie, Geologie und Mineralogie besuchte. Er verließ Paris im April 1837 und ging nach Algier, wo er sich mit Süßwasser-Mollusken beschäftigte. Im Herbst des gleichen Jahres meldete er sich in Edinburgh als Student der Literatur, und im Jahre 1838 erschien sein erster Band, Malacologia monensis, eine Übersicht über die Arten der Isle of Man und deren Umgebung.
Forbes nahm an einer Mittelmeer-Expedition mit der Beacon im Jahre 1841 bis 1842 teil, die bei ihm mannigfaltige Eindrücke hinterließ.
1841 wurde Forbes Kurator des Museums der Geological Society of London, 1842 Professor für Naturgeschichte am King’s College London und 1844 Paläontologe des British Geological Survey. 1853 wurde er Präsident der Geological Society of London und kurz vor seinem Tod Regius Professor of Natural History an der Universität Edinburgh.

## Ehrungen
Am 13. Februar 1845 wurde Forbes als Mitglied („Fellow“) in die Royal Society gewählt.

## Schriften (Auswahl)
Bücher
- Malacologia monensis. A catalogue of the mollusca inhabiting the Isle of Man and the neighbouring sea. J. Carfrae & Son, Edinburgh 1838 (Digitalisat, Digitalisat).
- A history of British starfishes, and other animals of the class Echinodermata. John Van Voorst, London 1841 (Digitalisat).
- A history of British Mollusca and their shells. 4 Bände, John Van Voorst, London [1848–]1853 (Digitalisate) – mit Sylvanus Hanley.
- The natural history of the European seas. John Van Voorst, London 1859 (Digitalisat) – postum herausgegeben und vollendet von Robert Godwin-Austen.

Zeitschriftenbeiträge
- Notes of a Natural History Tour in Norway. In: The Magazine of natural history and journal of zoology, botany, mineralogy, geology and meteorology.
  - Band 8, Februar 1835, S. 65–67 (Digitalisat).
  - Band 8, Mai 1835, S. 249–251 (Digitalisat).
  - Band 8, Juni 1835, S. 305–307 (Digitalisat).
  - Band 9, April 1836, S. 169–173 (Digitalisat).
- On the Asteriadae of the Irish sea. In Memoirs of the Wernerian Natural History Society for the years 1837–38. Band 8, 1839, S. 114–128 (Digitalisat).
- Notices of a botanical excursion to the mountains of Ternova in Carniola. In: The Magazine of natural history and journal of zoology, botany and geology. Band 3, Nr. 17, 1839, S. 236–240 (Digitalisat, doi:10.1080/03745483909443229).
- Notices of botanical excursions in the neighbourhood of Trieste.  In: The Magazine of natural history and journal of zoology, botany and geology. Band 4, Nr. 25, 1840, S. 307–311 (Digitalisat, doi:10.10.1080/00222934009496713).
- Information respecting scientific travellers. In: The Annals and magazine of natural history, including zoology, botany and geology.
  - Band 9, 1842, S. 239–242 (Digitalisat).
  - Band 10, 1842, S. 59–60 (Digitalisat).
  - Band 10, 1842, S. 124–125 (Digitalisat).
  - Band 10, 1842, S. 348 (Digitalisat).
- Report on the Mollusca and Radiata of the Aegean Sea, and on their distribution considered as bearing on geology. In: Report of the thirteenth meeting of the British Association for the Advancement of Science; held at Cork in August 1843. London 1844, S. 130–194 (Digitalisat).
- Report on the fossil Invertebrata from Southern India, collected by Mr. Kaye and Mr. Cunliffe. In: Transactions of the Geological Society of London. 2. Folge, Band 7, 1845, S. 97–174 (Digitalisat, doi:10.1144/transgslb.7.97).
- On the connexion between the distribution of the existing fauna and flora of the British Isles, and the geological changes which have affected their area, especially during the epoch of the northern drift. In: Memoirs of the Geological Survey of Great Britain, and of the Museum of Practical Geology in London. Band 1, London [1846], S. 336–432 (Digitalisat).